# Elecciones parlamentarias de Maldivas de 2019
Las elecciones parlamentarias de Maldivas de 2019 tuvieron lugar el 6 de abril del mencionado año con el objetivo de renovar los 87 escaños del Majlis del Pueblo para el período 2019-2024. Fueron las undécimas elecciones parlamentarias desde la conversión de las Maldivas en república, las terceras desde la democratización del país, así como el primer desafío electoral que enfrentaría el gobierno de Ibrahim Mohamed Solih, del Partido Democrático de las Maldivas (MDP), asumido en noviembre de 2018 tras haber derrotado al presidente anterior, Abdulla Yameen.
Poco antes de los comicios, el MDP provocó una ruptura en la coalición que había llevado a Solih a la victoria, la Oposición Unida de Maldivas (MUO), debido al descontento de su dirigencia por la negativa de los demás partidos miembros a permitirle al MDP disputar más de la mitad de los escaños. Por tal motivo, los partidos de la MUO: el MDP, el Partido Republicano (JP), la Alianza por el Desarrollo de Maldivas (MDA), y el Partido de la Justicia (AP), compitieron por separado. Por su parte, el expresidente Yameen, del demócrata islámico Partido Progresista de las Maldivas (PPM), logró una alianza electoral con el Congreso Nacional del Pueblo (PNC), partido fundado por los disidentes progresistas que habían apoyado a Solih en las elecciones presidenciales, llevando a una reunificación de facto del partido bajo la "Coalición del Congreso Progresista". Hubo muchos candidatos independientes, así como de otros partidos menores.
Los comicios resultaron en una aplastante victoria para el Partido Democrático, que obtuvo el 45.83% del voto popular y una mayoría absoluta récord de 65 escaños, más de dos tercios del Majlis y a tan solo un voto de obtener tres cuartos del legislativo, lo que le hubiera permitido modificar la constitución sin tener que negociar con otras fuerzas políticas. Todos los demás partidos políticos sufrieron debacles. La Coalición del Congreso Progresista logró obtener el segundo lugar, pero con un muy magro 15.75% de las preferencias y solo 8 escaños (5 para el PPM y 3 para el NPC), constituyendo un desastroso resultado para los progresistas, que eran hasta entonces el grupo más numeroso de la cámara. El JP quedó en tercer puesto con el 11.15% de los votos y 5 escaños, perdiendo diez con respecto a la elección anterior. La MDA obtuvo 2 escaños, perdiendo 3. Los candidatos independientes en conjunto obtuvieron la segunda mayor cantidad de votos con un 21.55%, aunque solo 7 resultaron elegidos. La participación fue del 81.32% del electorado registrado. Fue la primera mayoría absoluta lograda por un solo partido político desde la democratización del país, así como la victoria parlamentaria más aplastante de una fuerza política (partido o coalición) en la historia electoral maldiva.
El nuevo Majlis del Pueblo asumió el 29 de mayo de 2019, con el expresidente Mohamed Nasheed, primer mandatario democráticamente electo del país, como presidente del legislativo.

## Sistema electoral
El Majlis del Pueblo, cuerpo legislativo de la República de Maldivas, está compuesto por 87 escaños elegidos directamente mediante escrutinio mayoritario uninominal para un mandato de cinco años reelegibles. Antes de las elecciones, el número de escaños aumentó de 85 a 87, con dos nuevos escaños creados en la capital, Malé; Machangoalhi Central se creó dividiendo Malé Central, mientras que Hulhu-Henveiru se dividió en dos nuevos distritos electorales, Henveiru West y Hulhumalé.

## Candidaturas
Antes de las elecciones, se realizaron conversaciones dentro de la Oposición Unida de Maldivas (MUO); coalición electoral que había ganado las elecciones presidenciales de septiembre de 2018 con Ibrahim Mohamed Solih, del Partido Democrático, como candidato; para participar en las elecciones con un acuerdo de unidad entre el MDP, el Partido Republicano (JP), el Partido de la Justicia (AP) y el sector del Partido Progresista que respondía al expresidente Maumoon Abdul Gayoom. El acuerdo propuesto distribuía los escaños permitiendo al MDP disputar el 40% (35), al JP el 25% (22), a los progresistas de Gayoom el 20% (17), y al AP el 15% (13). Sin embargo, el liderazgo del MDP rechazó el acuerdo, por considerar que el partido presidencial merecía disputar una mayoría absoluta, lo que provocó la disolución práctica de la alianza.
En diciembre de 2018, el PPM anunció los nombres de 42 candidatos para las elecciones, incluidos 24 diputados en ejercicio. Sin embargo, a finales de mes, el expresidente Abdulla Yameen anunció planes para abandonar el partido y unirse al Congreso Nacional del Pueblo (PNC) debido a una disputa legal sobre el liderazgo del PPM. El PNC fue fundado por el diputado de Fonadhoo, Abdul Raheem Abdulla, con el apoyo de Yameen, y también se unió el diputado de Faafu Nilandhoo, Abdulla Khaleel. El PPM y la PNC luego anunciaron una alianza para la elección, la "Coalición del Congreso Progresista". Otros dos partidos, el Partido Laborista y Socialdemócrata de las Maldivas (LSDPM) y los Demócratas de la Tercera Vía de las Maldivas (MTWD) también se fundaron para las elecciones.
El MDP celebró elecciones primarias en enero de 2019, con 279 candidatos que se postularon para convertirse en los abanderados del partido en 77 escaños; en nueve escaños solo había un candidato potencial, mientras que no había candidatos para el bastión PPM de Faafu Nilandhoo. La votación estuvo abierta a alrededor de 86,000 miembros del partido, con cinco diputados titulares que fueron derrotados. El expresidente Mohamed Nasheed fue seleccionado como candidato de Machangoalhi Central.

## Resultados
|  | 45.83 % |

|  | 11.15 % |

|  | 3.16 % |

|  | 2.10 % |

|  | 62.24 % |

|  | 9.12 % |

|  | 6.63 % |

|  | 15.75 % |

|  | 0.18 % |

|  | 0.15 % |

|  | 0.14 % |

|  | 21.55 % |

|  | 97.77 % |

|  | 2.23 % |

|  | 100.00 % |

|  | 81.32 % |